# Heidi Pillwein
Heidi Pillwein es una deportista austríaca que compitió en piragüismo en la modalidad de eslalon. Ganó tres medallas en el Campeonato Mundial de Piragüismo en Eslalon, en los años 1949 y 1951.

## Palmarés internacional
| Campeonato Mundial | Campeonato Mundial | Campeonato Mundial | Campeonato Mundial |
| Año                | Lugar              | Medalla            | Competición        |
| ------------------ | ------------------ | ------------------ | ------------------ |
| 1949               | Ginebra (Suiza)    | Medalla de oro     | F1 individual      |
| 1949               | Ginebra (Suiza)    | Medalla de oro     | F1 por equipos     |
| 1951               | Steyr (Austria)    | Medalla de oro     | F1 por equipos     |